# Hostyncewe
Hostyncewe (ukr. Гостинцеве) – wieś na Ukrainie, w obwodzie lwowskim, w rejonie jaworowskim, w hromadzie Mościska, nad Wisznią, dopływem Sanu.
Do 1946 roku miejscowość nosiła nazwę Laszki Gościńcowe (ukr. Ляшки-Гостинцеві, Laszky-Hostyncewi).